# Friedrich Roman Gebhard
Friedrich Roman Gebhard (auch Friederich Roman Gebhard; * 28. Februar 1742 in München; † 17. Januar 1803 bei Oberdolling) war ein katholischer Priester, Jesuit und Gelehrter.

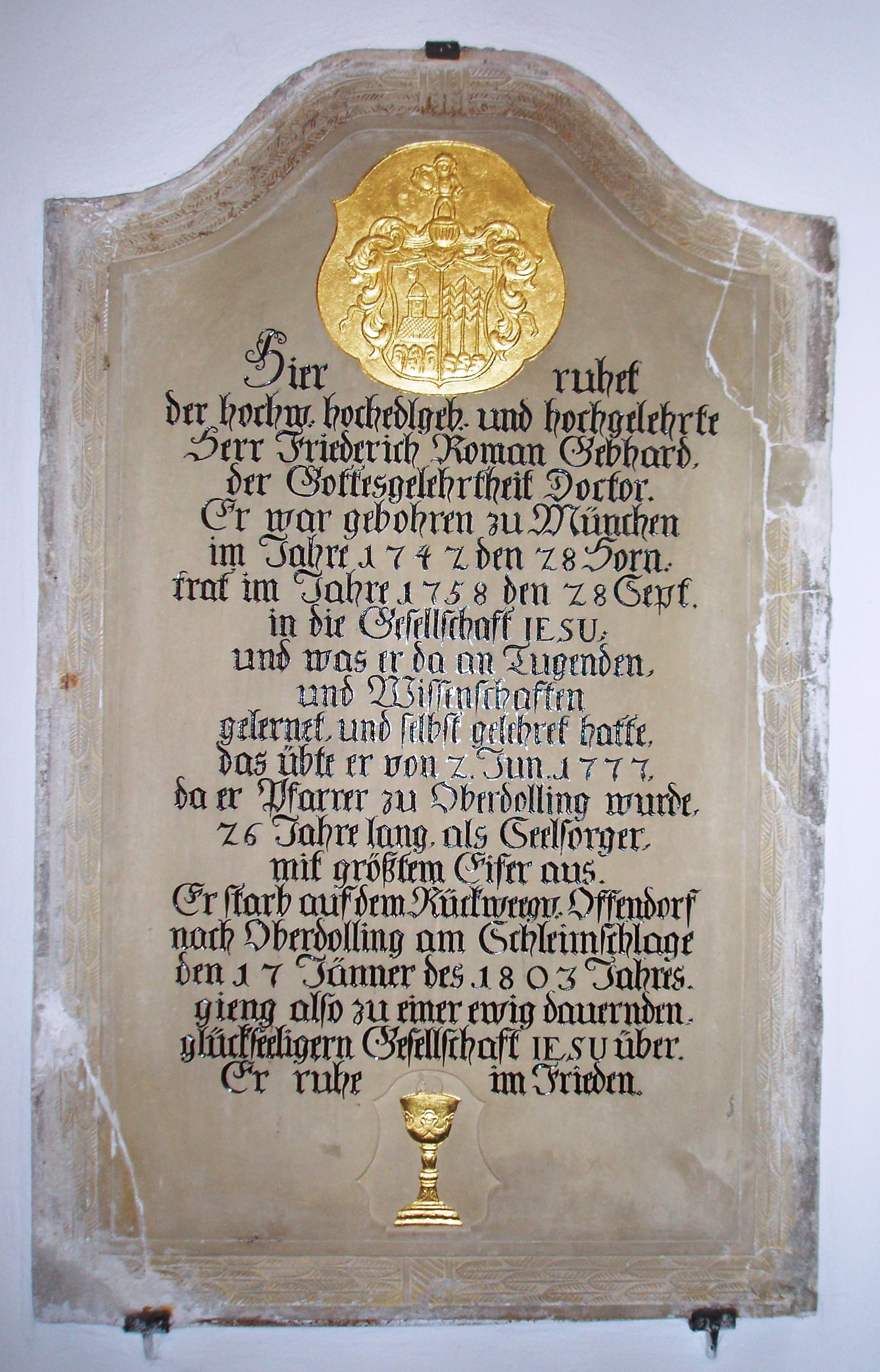
Sein Grabdenkmal in der Kirche von Oberdolling

## Leben und Wirken
Friedrich Roman Gebhard wurde als Sohn des ungarischen Feldzahlamtsschreibers Johann Nikolaus Gebhard und seiner Ehefrau Maria Anna, geb. Beck in München geboren. Laut Inschrift seines Grabdenkmals in der Pfarrkirche von Oberdolling war er adeliger Abstammung und trat nach Abschluss des Jesuitengymnasiums München (heute Wilhelmsgymnasium München) mit 16 Jahren am 28. September 1758 der Gesellschaft Jesu bei. Er studierte Philosophie und Theologie und wurde Doktor der Philosophie und am 19. Oktober 1773 zusätzlich Doktor der Theologie, promoviert durch die Universität Ingolstadt. Knapp vier Jahre später, am 2. Juni 1777, erhielt er die Pfarrei Oberdolling übertragen; Beziehungen zu Oberdolling hatten die Jesuiten schon länger, das dortige Schloss war bis 1692 im Besitz des Jesuitenkollegs Ingolstadt. Pater Gebhard wirkte 26 Jahre lang in Oberdolling „mit größtem Eifer“, wie das Grabdenkmal berichtet; von seinem wissenschaftlichen Werk ist nichts bekannt. Er starb kurz vor seinem 59. Geburtstag auf dem Rückweg von Offendorf bei Mindelstetten nach Oberdolling an „Schleimschlag“. Im Sterbeeintrag wurde vermerkt: „erstarte vor Kälte auf freyen Feld ohnweit Offendorf u. Weißendorf. Wäre Gebhard nicht in ungeschickte Hände gerathen, Er würde noch Leben. In ein äusserst geheizten Zimmer mußt derselbe durch den Schlag sein Geist aufgeben.“